# Ciclismo nos Jogos Olímpicos de Verão de 2024 - BMX estilo livre masculino
A prova do BMX estilo livre masculino do ciclismo nos Jogos Olímpicos de Verão de 2024 ocorreu em 30 e 31 de julho de 2024 na Praça da Concórdia, em Paris. Um total de 12 ciclistas de 11 Comitês Olímpicos Nacionais (CON) participaram do evento.

## Qualificação
Cada Comitê Olímpico Nacional (CON) poderia inscrever até dois ciclistas qualificados no BMX estilo livre. As vagas foram atribuídas ao CON, que seleciona os ciclistas. Haviam 12 vagas disponíveis, alocadas da seguinte forma:
- Série de qualificação olímpica: os seis primeiros colocados ganharam uma vaga cada;
- Campeonato Mundial Urbano de 2022: os dois primeiros colocados, que ainda não tinham vaga, ganharam uma cada um;
- Campeonato Mundial de BMX Estilo Livre de 2023: os três primeiros colocados, que ainda não tinham vaga, ganharam uma cada um;
- Realocação da vaga do país sede: como a França garantiu classificação nos meios acima, uma vaga foi realocada para um CON ainda não classificado.

## Formato
A competição consistiu de duas fases, sendo uma de classificação e a final. Em cada rodada os ciclistas realizaram duas descidas com no máximo 60 segundos de duração. Cinco juízes dão notas entre 0,00 e 99,99 com base na dificuldade e execução da prova; as pontuações são calculadas em média para uma pontuação total de execução. Na rodada de classificação, as duas pontuações são calculadas para determinar a ordem de início dos ciclistas na final, dos piores para os melhores, proporcionando uma vantagem de conhecimento da pista para os ciclistas posteriores. Na final, apenas a melhor pontuação das duas descidas é considerada.

## Calendário
Horário local (UTC+2)
| Dia                 | Horário | Fase          |
| ------------------- | ------- | ------------- |
| 30 de julho de 2024 | 15:10   | Classificação |
| 31 de julho de 2024 | 14:30   | Final         |

## Medalhistas
| Ouro   | ARG José Torres Gil  |
| Prata  | GBR Kieran Reilly    |
| Bronze | FRA Anthony Jeanjean |

## Resultados

### Classificação
Os nove ciclistas com as melhores médias avançam para a final. A fase de classificação também determina a ordem de início para a final. O ciclista com a pior média começa em primeiro lugar na final, e assim sucessivamente.
| Pos. | Ciclista           | CON                | Corrida 1 | Corrida 2 | Média | Notas |
| ---- | ------------------ | ------------------ | --------- | --------- | ----- | ----- |
| 1    | Kieran Reilly      | GBR Grã-Bretanha   | 91.68     | 90.75     | 91.21 | Q     |
| 2    | Marcus Christopher | USA Estados Unidos | 90.10     | 88.87     | 89.48 | Q     |
| 3    | Logan Martin       | AUS Austrália      | 88.56     | 90.22     | 89.39 | Q     |
| 4    | Justin Dowell      | USA Estados Unidos | 88.40     | 89.74     | 89.07 | Q     |
| 5    | Anthony Jeanjean   | FRA França         | 87.22     | 87.94     | 87.58 | Q     |
| 6    | Rim Nakamura       | JPN Japão          | 87.20     | 86.87     | 87.03 | Q     |
| 7    | José Torres Gil    | ARG Argentina      | 86.24     | 87.08     | 86.66 | Q     |
| 8    | Gustavo Oliveira   | BRA Brasil         | 85.51     | 86.07     | 85.79 | Q     |
| 9    | Ernests Zēbolds    | LAT Letônia        | 84.60     | 85.29     | 84.94 | Q     |
| 10   | Jeffrey Whaley     | CAN Canadá         | 76.20     | 80.83     | 78.51 |       |
| 11   | Marin Ranteš       | CRO Croácia        | 85.19     | 67.40     | 76.29 |       |
| 12   | Vincent Leygonie   | RSA África do Sul  | 73.20     | 78.50     | 75.85 |       |

### Final
Os ciclistas com as melhores pontuações após duas corridas conquistam as medalhas.
| Pos.              | Ciclista           | CON                | Corrida 1 | Corrida 2 | Melhor |
| ----------------- | ------------------ | ------------------ | --------- | --------- | ------ |
| Medalha de ouro   | José Torres Gil    | ARG Argentina      | 94.82     | 92.12     | 94.82  |
| Medalha de prata  | Kieran Reilly      | GBR Grã-Bretanha   | 93.70     | 93.91     | 93.91  |
| Medalha de bronze | Anthony Jeanjean   | FRA França         | 3.22      | 93.76     | 93.76  |
| 4                 | Marcus Christopher | USA Estados Unidos | 29.40     | 93.11     | 93.11  |
| 5                 | Rim Nakamura       | JPN Japão          | 90.35     | 90.89     | 90.89  |
| 6                 | Gustavo Oliveira   | BRA Brasil         | 90.20     | 88.88     | 90.20  |
| 7                 | Justin Dowell      | USA Estados Unidos | 88.35     | 54.60     | 88.35  |
| 8                 | Ernests Zēbolds    | LAT Letônia        | 86.04     | 87.14     | 87.14  |
| 9                 | Logan Martin       | AUS Austrália      | 64.40     | 33.40     | 64.40  |